# NGC 5280
NGC 5280 (другие обозначения — MCG 5-32-72, ZWG 161.131, NPM1G +30.0309, PGC 48580) — эллиптическая галактика (E) в созвездии Гончие Псы.
Этот объект входит в число перечисленных в оригинальной редакции «Нового общего каталога».